# Bo Gustaf Jutelius
Bo Gustaf Adolf Jutelius, född 24 augusti 1920 i Stockholm, död där 24 oktober 2002, var en svensk väg- och vattenbyggnadsingenjör. 
Jutelius, som var son till verkmästare Adolf Jonsson och Ebon Sandahl, avlade studentexamen 1939, utexaminerades från Kungliga Tekniska högskolan 1950 och blev teknologie licentiat 1955. Han var standardiseringsingenjör vid AB Nordströms Linbanor 1945–1950, projekt- och exportingenjör där 1955–1960, patent- och besiktningsingenjör vid Vattenfallsstyrelsen 1950–1955, tillförordnad professor i kommunikationsteknik vid Kungliga Tekniska högskolan 1954–1959, andre redaktör för Teknisk Tidskrift från 1960 samt speciallärare i transportekonomi, transportorganisation och transportanordningar vid Kungliga Tekniska högskolan från 1967. Han var ordförande i Kungliga Ingenjörsvetenskapsakademiens transportforskningskommissions dokumentationskommitté 1964. Han skrev uppsatser i fackpressen om transport- och trafikfrågor, kompendier i transport- och trafikteknik. Jutelius är begravd på Skogskyrkogården i Stockholm.